# Кладас, Крокодилос
Кроко́дилос Клада́с (греч. Κροκόδειλος Κλαδάς), известен также как Крокондилос и Коркондилос (1425 — 1490) — известный греческий военачальник Мореи (средневековый Пелопоннес) конца XV века. Его военная деятельность охватывает полуостров Мани и Эпир на протяжении 30 лет и приходится как на последние десятилетия осколков Византийской империи, так и на первые десятилетия османского господства ..

## Семья
Первое письменное упоминание о роде Кладаса находится в Хронике Мореи (греч. Χρονικό του Μωρέως), где пишется что какой-то Кладас, на службе у византийского императора, отвоевал у франков крепость в 1296 году.
.
Упоминается также, что в 1366 и в 1375 годах члены семьи Кладаса сделали дар монастырю близ Мистра
.
В 1415 году член рода Кладас упоминается как инициатор мятежа против византийского императора Мануила II
.
Непосредственно к Крокодилосу Кладосу относится выбитая надпись о его даре церкви в Каритена ..
Многим членам рода Кладас венецианцы даровали гражданство Венеции.
Таким образом, когда весь Пелопоннес перешёл под османский контроль, семья Кладас нашла убежище на подконтрольном Венеции острове Кефалиния, где её члены стали военными правителями острова. Имя-Род Кладаса существует по сегодняшний день.

## Биография
Крокодилос Кладас родился в 1425 году, был членом известного клана Кладас и последовал военной карьере своего отца.
После смерти отца в 1460 году Крокодилос унаследовал родовую башню Св. Георгия в Бардуниа, Мани и владел ею когда османский султан Мехмет II в 1460 году установил контроль над одним из последних осколков Византии, Деспотатом Мореи.
С началом турецко-венецианской войны 1463—1479 годов братья Крокодилос и Эпифаний Кладас возглавил отряды «стратиоти» воюя на стороне венецианцев. В ходе военных действий между Венецией и турками греки образовывали отряды и воевали на стороне венецианцев под именем Stradioti (греч. στρατιώτης, стратиотис — солдат) как на венецианских территориях, так и вне их, под знамёнами и других христианских правителей Запада. Братья отдали Вардуниа и свои земли во владение венецианцев, под властью которых Эпифаний служил как правитель. Братья Кладас часто отмечались венецианскими наградами, и получали щедрые венецианские дары. Крокодилос Кладас получил венецианский рыцарский титул и золотую мантию перед самым восстанием 1480 года.
Крокодилос Кладас и его последователи восстали против Мехмета II, но венециано-османский мир в Константинополе в 1479 году, хотя и давал им полное прощение, однако возвращал территориальные границы к статусу до 1463 года, и таким образом земли Кладаса — Венеции возвращались вновь в османское владение.
Кладас перебрался в близлежащий Корони, осташийся под венецианским контролем.

Флаг Кладаса

9 октября 1480 года Кладас повёл 16 тысяч своих стратиоти из Корони в Мани. В декабре это восстание было поддержано стратиотами Теодора Буа, из города Нафплион. Османская армия посланная султаном была разбита между Пассавас и Итило, Мани в феврале 1481 года.
Мехмет II, занятый военными действиями в Египте, Мессопотамии и с туркменскими племенами в Анатолии, опасался новой войны с Венецией, но венецианцы истощенные предыдущей войной отреклись от действий Кладаса, запретили подвластным им грекам воевать в армии Кладаса и объявили вознаграждение в 10 тысяч золотых франков за его сдачу. Однако венецианцы отказались выдать Мехмету семью Кладаса и вывезли её в Венецию, где семья была заключена в тюрьму.
Позже этим месяцем, большие османские силы под командованием Мохаммед-бея окружили Кладаса в Порто Кайо, где он был принят на борт галеры из флотилии неаполитанского короля Фердинанда II и вывезен в Неаполь, оставив восстание тлеть в своё отсутствие. Мирное разрешение этого восстания было обговорено османским правителем Мореи и венецианцем Bartolomeo Minio,.
Фердинанд II (1479—1516) направил Кладаса в Северный Эпир (сегодняшняя южная Албания), где Кладас, вместе с герцогом Калабрии Альфонсом и Иоанном Кастриотисом (греч. Ιωάννης Καστριώτης) — сыном национального героя Албании Скандербег (Георг Кастриоти)) освободили от турок города Авлона (Влёра) и Химара и 50 других городов и сёл. Как признание его военных заслуг, Фердинанд назначил Кладасу жалованье в 300 золотых монет и королевским указом от 12 июня 1481 года закрепил за Кладасом титул magnifico.
Во второй кампании в Эпире, в августе 1481 года, Кладас командуя 15 тысячами солдат потерпел поражение, но Мехмет II умер и турецкий правитель региона Гедик-Ахмет поспешил в Константинополь, на помощь претенденту на трон. Это облегчило действия Кладаса, который осадил местного турецкого командующего в крепости Сопотос и освободил регион вокруг неё. Правитель Румелии Сулейман Евнух во главе 3 тысяч солдат попытался снять осаду, но попал в засаду Кладаса, был взят в плен и отправлен Кладасом дюку Калабрии, в качестве заложника.
Крепость Сопотос пала в руки Кладаса 31 августа 1481 года и Фердинанд назначил Иоанна Кастриотиса правителем Химары, а соседние турецкие правители обязались платить дань королю Неаполя в 1500 дукатов.
Противоборство османов закончилось с восхождением на трон Баязида II, который во главе 30 тыс. солдат выступил против Химары, но только в 1492 году Баязиду удалось занять город, после чего большая часть населения перешла в ислам.

## Смерть Кладаса
Ещё до завершения войны в Эпире, Кладас готовил новое восстание на Пелопоннесе, начиная опять с Мани. Неизвестно когда он вернулся в Мани, но в 1490 году Кладас был взят в плен, в ходе боя у города Монемвасия, после чего был живым распилен турками на куски.
Сыновья Крокодилоса Кладаса, Эммануил и Теодорос, стали гражданами Венеции и приняли участие во Второй венециано-турецкой войне.